# Alt Comissionat de Niue a Nova Zelanda
L'Alt Comissionat de Niue a Nova Zelanda és el representant diplomàtic més elevat de Niue a Nova Zelanda. Niue es troba en lliure associació amb Nova Zelanda i no té sobirania plena. Nova Zelanda és l'únic país en el món amb què Niue intercanvia representació diplomàtica.
El càrrec va ser establer l'any 2001; Hima Takelesi va ser nomenat el primer Alt Comissionat a Nova Zelanda, després de dimitir de l'Assemblea de Niue l'agost de 2001.

## Llista
| Persona              | Període al càrrec | Referències |
| -------------------- | ----------------- | ----------- |
| Hima Takelesi        | 2001-2005         | [ 3 ]       |
| Sisilia Talagi       | 2005-2011         | [ 4 ] [ 5 ] |
| O'Love Jacobsen      | 2011-2017         | [ 6 ] [ 5 ] |
| Fisa Igilisi Pihigia | 2017-actualitat   | [ 7 ] [ 8 ] |